# Stigmatosema polyaden
Stigmatosema polyaden é uma espécie de planta do gênero Stigmatosema e da família Orchidaceae. 

## Taxonomia
A espécie foi descrita em 1982 por Leslie A. Garay. 
Os seguintes sinônimos já foram catalogados:  
- Serapias polyaden  Vell.
- Cyclopogon chloroleucus  Barb.Rodr.
- Spiranthes chloroleuca  Barb.Rodr.
- Spiranthes chloroleuca concolor  Porsch
- Spiranthes chloroleuca fontinalis  Barb.Rodr.
- Spiranthes chloroleuca longipetiolata  Barb.Rodr.
- Cyclopogon polyaden  (Vell.) F.S.Rocha & Waechter

## Forma de vida
É uma espécie terrícola e herbácea. 

## Conservação
A espécie faz parte da Lista Vermelha das espécies ameaçadas do estado do Espírito Santo, no sudeste do Brasil. A lista foi publicada em 13 de junho de 2005 por intermédio do decreto estadual nº 1.499-R. 

## Distribuição
A espécie é encontrada nos estados brasileiros de Distrito Federal, Espírito Santo, Minas Gerais, Paraná, Rio de Janeiro, Rio Grande do Sul, Santa Catarina e São Paulo. 
Em termos ecológicos, é encontrada nos  domínios fitogeográficos de Cerrado, Mata Atlântica e Pampa, em regiões com vegetação de cerrado, mata ciliar, floresta estacional semidecidual e floresta ombrófila pluvial.